# Nelson Gómez
Nelson Gómez (Cali, Colombia; 1 de junio de 1969) es un director técnico colombiano. Actualmente no dirige a ningún club.

## Trayectoria
Dirigió por primera vez al Club Llaneros en el año 2015 en 18 partidos.
Entre mayo y junio de 2016 fue el DT encargo del Boyacá Chicó, tras la renuncia de Darío "Chusco" Sierra.
En 2018 regreso al Club Llaneros, con el equipo de 'La Media Colombia' dirigiría hasta octubre de 2019 un total de 56 partidos.
El 3 de octubre de 2019 asume la dirección técnica del Patriotas Boyacá en reemplazo de Diego Corredor. Dirige su primer partido ante  Millonarios FC. A inicios de noviembre de 2020 es despedido tras haber dirigido 30 partidos.

## Clubes

### Como entrenador
| Club             | País     | Año         | Partidos Dirigidos |
| ---------------- | -------- | ----------- | ------------------ |
| Club Llaneros    | Colombia | 2015        | 18                 |
| Boyacá Chicó     | Colombia | 2016        | 2                  |
| Club Llaneros    | Colombia | 2018 - 2019 | 56                 |
| Patriotas Boyacá | Colombia | 2019 - 2020 | 30                 |